# スペースシャワーTV
スペースシャワーTV（スペースシャワーティーヴィ、SPACE SHOWER TV）は、株式会社スペースシャワーネットワークが運営している音楽専門チャンネル。

## チャンネル概要
1989年12月1日、日本初の音楽専門チャンネルとして開局。スカパー!プレミアムサービス（ハイビジョン放送の衛星一般放送事業者はスカパー・エンターテイメント）、スカパー!（東経110度CS放送）（衛星基幹放送事業者はフジテレビ系列のサテライト・サービス）やケーブルテレビで視聴することが出来る。略称「SSTV」、「スペシャ」。キャッチコピーは「We Love Music, We Love Peace.」。
国内の最新ビデオクリップ（子会社の株式会社セップ（SEP）は日本有数のビデオクリップ（PV）制作会社である）と共に、マニアックなアーティストを交えてのバラエティー色豊かな番組を得意とし、音楽ファンの支持を集める。2014年に開局25周年を迎えた。アニマックスやキッズステーションと共に視聴可能世帯が800万世帯を超える専門チャンネルの一つである。
2015年より、毎年11月24日から開局記念日である12月1日の一週間に渡り「カーニバルウィーク」と題した特別編成を放送。当チャンネルのオリジナル番組のスペシャル版の他、11月30日に生放送特番、12月1日に「スペシャが選ぶ200曲」と題したスペシャルプログラムを放送する。

## 沿革
- 1989年1月 - 株式会社スペースシャワー設立。
  - 12月 - ケーブルテレビ局に配信開始（この日をスペースシャワーTV開局としている）。
    - 開局1曲目は、ザ・タイマーズの「デイドリーム・ビリーバー」。
    - 開局特番のVJはいとうせいこうとちわきまゆみであった[5]。
- 1992年6月 - CS BAANによるCSアナログ放送開始（1992年10月有料放送開始）。
- 1993年12月 - 番組制作部門を独立。株式会社セップ（SeP）設立。
- 1996年10月 - パーフェクTV!（現：スカパー!プレミアムサービス）で放送開始。
- 1997年3月 - 累積損失一掃のため、株式会社スペースシャワーを清算。運営は新たに設立された株式会社スペースシャワーネットワークに承継。
- 2002年4月 - ミュージックビデオ専門チャンネル「Video Music Ch.」（「100%ヒッツ!スペースシャワーTV プラス」の前身）開局。
- 2004年9月 - 株式会社セップを株式会社スペースシャワーティーヴィ・プロデューシングへ社名変更。ビデオクリップ（PV）等の映像制作事業は新たに設立された株式会社セップに事業承継。
- 2005年4月 - 株式会社スペースシャワーティーヴィ・プロデューシングを株式会社スペースシャワーTVに社名変更。
- 2008年3月末 - 株式会社スペースシャワーTV会社解散、事業はスペースシャワーネットワークに承継
- 2009年10月 - スカパー!HD、ひかりTV、eo光テレビでハイビジョン放送を開始（チャンネル名は「スペースシャワーTV HD」）。
- 2010年1月末 - スカパー!e2（現：スカパー!）にて、16:9（1.78:1）の画角情報を付加し、フルサイズのSD放送を開始。
- 2016年
  - 7月 - チャンネル名称を「音楽・ライブ! スペースシャワーTV」に変更。
  - 12月 - スカパー!プレミアムサービスの衛星一般放送事業者がスカパー・ブロードキャスティングからスカパー・エンターテイメントに変更。
- 2018年9月26日 - スカパー!での放送を、標準画質からハイビジョン画質に変更。
- 2020年10月 - 日曜日（月曜未明）の終夜放送を開始[6]。また、一部番組での字幕放送での歌詞表示も開始（エムオンと同じタイプ）。
- 2021年6月 - スペシャオンデマンド開始[7]。
- 2022年3月21日 - 休止明け5時の放送から曲名・アーティスト名などの表示が丸ゴシック風に変更、またチャートプログラムのSロゴ横の表示の共通化。

## ミュージックビデオプログラム
一回の放送時間が30分以上の中から表示。全てのプログラムは公式サイト（下のリンクから入る）を参照。
- （アーティスト名） MUSIC VIDEO SPECIAL

人気の邦・洋楽アーティストをミュージックビデオとともに特集するプログラム。30分〜3時間の設定がある。
- 歌える☆HIT SONGS

ヒット曲を歌詞入りでオンエアするプログラム。
- DEEP MUSIC ZONE（DMZ）

深夜帯ならではのエッジの効いた選曲による、洋楽/邦楽、メジャー/インディーやジャンルといった壁を取り払い、スペースシャワーTVによるオススメの音楽だけを集めたプログラム。Black File、DAX、他月一番組の放送がある日は休止される。
- THE PLAYLIST（スペシャのプレイリスト）

各種サブスクリプションサービスセレクトのミュージックビデオをオンエアーする。
スペシャ独自のセレクトの放送もある（2021年4月以降はサブスクリプションセレクトは放送されてない）。
DMZ同様、Black File、DAX、月1回番組の放送がある日は休止される。
- 最新最強!ベストヒットプレイリスト

邦楽洋楽／年代／ジャンル問わず、テーマに沿った最新・最強のヒット曲を楽しめる番組。
コリアン・バズソング・ロック・ポップ・ダンスのジャンル分けで放送している。
特番などで休止される場合もある。
- NOW HITS!（旧・BIG HITS!）

スペースシャワーTVがオススメする旬の邦洋ミュージックビデオをオールジャンルでお届け
- KOREAN HITS

## チャートプログラム
以下の番組について、「歌詞表示あり」と表記されていても、番組内の一部楽曲は歌詞表示がないことがある。基本的にランキングで時間が余る場合は収まるまで下位まで放送される。
- SPACE SHOWER COUNTDOWN

スペースシャワーオリジナルチャートによるカウントダウンプログラム。
洋楽、邦楽を問わずスペースシャワーのリクエスト、ミュージックビデオのオンエアを総合してミュージックビデオ単位で集計する。ミュージックビデオの存在しない楽曲はカウントしないが、販売前のミュージックビデオはカウントする。又、アイドル、声優、韓流などのジャンルは含むことがあるが、ランクが下のほうである。アルバムはリードトラックのPVが制作されていない場合は先行シングルのビデオがカウントされる（ベストアルバムは先行シングルもカウントされない場合もある）。ライブDVDはレコード会社側が放送局に提供しているビデオがカウントされる。ゆず、BUMP OF CHICKENなどスペースシャワーゆかりのアーティストが1位を獲得する事が多く、逆にavex系アーティストは一部例外（東京スカパラダイスオーケストラなど）はあるが、チャートアクションが低い傾向にある。三原勇希が発表する21〜50位は、発表するのみでフルサイズはSPACE SHOWER COUNTDOWNとして放送しない。上位20曲（時間が余っている際は21位以下から放送することも）は「SPACE SHOWER COUNTDOWN 20」にてフルサイズで放送される（一部例外あり）。歌詞表示あり（SPACE SHOWER COUNTDOWN 20のみ）。
- SPACE SHOWER COUNTDOWN 最新チャート
- SPACE SHOWER COUNTDOWN 20 最新チャート

- SUPER HITS PERFECT RANKING 50

邦楽、洋楽のCDシングル・アルバム売り上げとカラオケ、ネット配信ランキングを元にしたオリジナルチャート番組。2012年5月までは『SUPER HITS RANKING 50』の番組名で放送していた。TOP50を放送するが、2017年3月までは時間が余っているため51位 - 55位も放送していた。年間ランキングはTOP100に拡大される。歌詞表示あり。
2021年4月からは5時間に拡大されたため60位台後半から放送されることもある。
2022年10月で放送終了、10月からは「最新邦楽ウィークリーランキング50」に改題した上で放送したため、実質この番組の内容をリニューアルした形での引き継ぎとなる。
- 最新チャート

- Billboard Japan COUNTDOWN

2014年7月に放送開始。
『SUPER HITS PERFECT RANKING 50』と同じくCOMING SOONが放送されている。しかし、すでにTOP10にランクインしているのに、COMING SOONで放送することがある。
K-POPと洋楽も含んでいる。TOP10を放送するが、時間が余っているため11位 - 14位も放送する場合もある。歌詞表示なし。
- 最新チャート

- カラオケ RANKING
- カラオケ RANKING（4時間）

第一興商の最新人気J-POPカラオケランキング。
TOP20を放送するが、時間が余っているため21位 - 23位も放送する場合もある。歌詞表示あり。
4時間はTOP50を放送。歌詞表示あり。
- 最新チャート

- KOREAN HITS RANKING

HMV店舗及びHMV ONLINEの売り上げを元にしたオリジナルランキングのミュージックビデオを紹介。
- 最新チャート

- 歌える☆歌詞検索ランキング

今、皆から共感されている最新の歌詞検索人気曲を発表している。
歌詞検索サービス「歌ネット」のランキングを基に、歌詞の良さが際立つ名曲を集めた最新歌詞ランキングをオンエア。歌詞表示あり。
- 最新チャート（MVのある曲だけ対象）
- 歌ネットWEEKLY ACCESS RANKING TOP200（全ての曲が対象）

- YouTube Weekly RANKING

名称通り、YoutubeでのMV再生回数のランキング。カウントの期間は番組内で表示される。
なお、番組のフォーマットは特別なものは用意されず汎用の特集の物が使用されている。
- 最新チャート

- ナツカシ☆ランキング

ピックアップした年のCDセールスや配信ランキング、スペースシャワーTVでのオンエア回数をもとにしたスペシャのオリジナルチャートをオンエア。

## パワーセレクト番組
- POWER PUSH（ - INTERNATIONAL）

注目のアーティスト（主に新人）のPVを1日複数回放送。ゆず、宇多田ヒカル、椎名林檎、Dragon Ash、BUMP OF CHICKEN、KICK THE CAN CREW、元ちとせ、HYなど特集後、知名度を上げたアーティストも多い。
なお、同じアーティストが何回か特集されることもある（バンド・ユニット名義で特集された後にソロとして特集されたものも含む）。例としてBUMP OF CHICKENの「LAMP」（インディーズ時代）と「天体観測」（メジャーデビュー後）、KREVAの「イツナロウバ」（KICK THE CAN CREW時代）と「希望の炎」（ソロデビュー曲）などがある。
（歴代POWER PUSH一覧はこちらから）
- V.I.P.（ - INTERNATIONAL）

注目のアーティストの数曲を1日複数回放送。特集番組も組まれる。特集されたことがあるアーティストは、サザンオールスターズ、平井堅、RIP SLYME、ゆず、Dragon Ash、Crystal Kay、BUMP OF CHICKENなどスペースシャワーTVに縁のあるアーティストが数多く特集されている。特にゆずは過去に何度もV.I.P.に選ばれている。
ただし特集番組は十分周知させた後、月末に近い週に放送される傾向か強く、リピート放送は翌月に放送される事が多い。
- it!

スペースシャワーTVがおすすめするPVを一日複数回放送。ひと月のうち、半月に放送するパワープレイ楽曲。itに選ばれて以後にPOWER PUSH!に選ばれる時もある。その例に当てはまるアーティストはcutman-booche、Fear,and Loathing in LasVegas、PAELLAS、King Gnu、Tempalayなど。
- JET

新着のPVを、各放送局でのPVオンエア解禁に先駆けて独占的に、およそ1週間通して随時放送する。「最新!最速!スペースシャワーTV独占ビデオ」のキャッチフレーズで、最新曲を放送している。
- WAVES

スペースシャワーTVがおすすめする人気アーティストの注目の最新ミュージックビデオを一定期間大量オンエアする。

## VJプログラムと出演者

### 現在
記入されている番組は該当日。他はマンスリープログラム。「＃」は未加入者でもネットを介して一部無料で視聴可能。放送が無い週・月あり。
| VJプログラム                                       | 出演者                                                                                          |
| -------------------------------------------------- | ----------------------------------------------------------------------------------------------- |
| Black File ＃ 番組内コーナー「第三会議室」         | 宇多丸（Rhymester）、K DUB SHINE                                                                |
| モンスターロック（第1・3火曜日）                   | ダイスケはん、ナヲ （マキシマムザホルモン）                                                     |
| スペシャのヨルジュウ♪（第2・4火曜日） ＃           | 三原勇希、R-指定、ハマ・オカモト、GEN、 渋谷龍太、矢本悠馬、あっこゴリラ                        |
| ライブを100倍楽しむLIVE YEAH!!!（第1・3金曜日）    | VJ：チュートリアル、 ARTIST VJ：陣 & RIKU （THE RAMPAGE from EXILE TRIBE）                      |
| ローカリズム♪                                      | 高橋優                                                                                          |
| 音楽×ゲーム SPACE SHOWER GAMING THE REBEL'S eMPIRE | MAH（SiM）、桜井誠（Dragon Ash）、 KOUHEI（04 Limited Sazabys）、歌広場淳（ゴールデンボンバー） |
| いじくりROCKS TV!                                  | メインMC：逹瑯（MUCC） MC：団長（NoGoD）                                                        |
| スカイピースの急上昇学園                           | スカイピース                                                                                    |
| BOOM BOOM BOOM ch. ＃                              | 小関 裕太                                                                                       |
| FUKUOKA COLLECTIVE Remix ＃                        | ICARUS（イカロス）                                                                              |
| 斎遊記                                             | 斎藤宏介（UNISON SQUARE GARDEN）                                                                |
| スペプラ手越〜Music Connect〜（第4水曜日23:00）    | 手越祐也（MC担当）、ゲストアーティスト                                                          |

### 過去
| VJプログラム                                                               | 出演者 |
| -------------------------------------------------------------------------- | --- |
| MUSIC SCRAMBLE                                                             | いとうせいこう |
| NEWS & Countdown                                                           | マーキー、リサ・ステッグマイヤー、鈴木杏樹、ケイ・グラント ヒロ寺平、TAMAGO、小沢亜子（ZELDA）、加藤賢崇 |
| ULTRA COUNTDOWN                                                            | リサ・ステッグマイヤー |
| 夕陽のドラゴン                                                             | ユースケ・サンタマリア、トータス松本（ウルフルズ）、 堀田智子（初代アシスタント）、宝積有香（2代目アシスタント） |
| パパイヤアルマジロ                                                         | みうらじゅん、篠原ともえ、真城めぐみ（ヒックスヴィル） |
| ヒマラヤ                                                                   | いとうせいこう、真心ブラザーズ |
| AX ARENA                                                                   | 衛藤利恵 |
| PUMP UP!                                                                   | hitomi |
| Bonita                                                                     | サニーデイ・サービス、スチャダラパー、エレファントラブ ホフディラン、原万紀子 |
| メガロマニアックス                                                         | ブライアン・バートン=ルイス |
| 電リク野郎ELVIS                                                            | ユースケ・サンタマリア、KEIKO（globe）、こずえ鈴、ゆず |
| 梁山泊                                                                     | いとうせいこう、佐藤江梨子（初代小娘）、乙葉（2代目小娘） 高戸靖広（ナレーション・珍殿（珍高戸）） |
| マタハリ                                                                   | ピエール瀧、HIROMIX（初代）、小日向しえ（2代目） |
| イナズマ                                                                   | YOU THE ROCK★ |
| 電撃リクエスト ダイナモ                                                    | YOU THE ROCK★、小日向しえ、SEX MACHINEGUNS |
| 劇空間リクエストアワー                                                     | 小日向しえ、 加藤賢崇 |
| ギリギリ7                                                                  | YOU THE ROCK★、ブライアン・バートン=ルイス |
| BBL world                                                                  | ブライアン・バートン=ルイス、金剛地武志、TUCKER いちりんちゃん（佐久間麻由）、西村美保、石田香奈 |
| センスオブナンセンス                                                       | フラワーカンパニーズ |
| ユースケの空気3000                                                         | ユースケ・サンタマリア、奥居俊二（現：オクイシュージ） |
| ゴゴイチ! 〜SPACE SHOWER CHART SHOW〜                                      | やまだひさし、山野ゆり |
| 熱血!スペシャ中学                                                          | いとうせいこう、池田貴史（SUPER BUTTER DOG/100s） 安めぐみ、Salyu |
| BLOCKS                                                                     | RYO the SKYWALKER、AFRA、MIKU（YA-KYIM）、DABO HUNGER（GAGLE）、YOSHI（餓鬼レンジャー） |
| ドーデカス                                                                 | ピエール瀧 |
| STAND!                                                                     | ジョシュア、岡田マリア |
| STUDIO GROWN                                                               | イルリメ、一十三十一、タブゾンビ（SOIL&"PIMP"SESSIONS） 三宅洋平（犬式 a.k.a. Dogggystyle）、Jesrin 海北大輔（LOST IN TIME）、神宮司治（レミオロメン） 中田裕二（椿屋四重奏）、ナカヤマシンペイ（ストレイテナー） サイトウジュン、ヒダカトオル（BEAT CRUSADERS） 金木孝明、安藤裕子 |
| YO-HO                                                                      | 萩原健太、嶺川貴子、鈴木蘭々、BONNIE PINK |
| BUM                                                                        | 藤原ヒロシ、YOU |
| 邦楽専科 渋谷派                                                            | 加藤賢崇、宍戸留美 |
| 渋谷派パンチ                                                               | ちはる、脱線3 |
| REQUEST JAPAN                                                              | 千秋 |
| Oxala!                                                                     | いとうせいこう、スネオヘアー、吉田セイラ タカチャ、三浦拓也（DEPAPEPE） 松本素生（GOING UNDER GROUND） TAKUMA（10-FEET）、ピエール瀧、森山直太朗、マリエ |
| NEU!!!!                                                                    | ハヤシヒロユキ（POLYSICS） |
| JUSTA TV                                                                   | 東京スカパラダイスオーケストラ |
| SoHo                                                                       | 忌野清志郎、スマイリー原島、鈴木奈々 |
| スペシャにチャレンジ 音知連                                                | いとうせいこう、長崎莉奈 |
| スペシャボーイズジャパン （2007年10月に スペシャボーイズからリニューアル） | サイトウジュン（YOUR SONG IS GOOD） 浜野謙太（SAKEROCK）、チャットモンチー→Perfume（コーナーVJ） |
| スペースシャワーインフォ                                                   | マリエ、agatha |
| SPACE SHOWER HOT 50 チャート★コバーン                                      | 鹿野淳、木村綾子 |
| テレビゲラッチョ!                                                          | ピエール瀧、吉村由美（パフィー） |
| 爆音アトモス                                                               | monobright、ナカヤマシンペイ（ストレイテナー） 9mm Parabellum Bullet、髭（HiGE） |
| WORLD RIDE                                                                 | ヒダカトオル、ナヲ（マキシマムザホルモン） |
| MONSTER ROCK                                                               | ダイスケはん（マキシマムザホルモン）、THE BACK HORN 9mm Parabellum Bullet、小出祐介（Base Ball Bear） ※2009年3月までの出演者（2009年4月よりリニューアル） |
| TRANSPORTER                                                                | マーティ・フリードマン、奥浜レイラ |
| studio XL                                                                  | エリーローズ |
| S・C・S サブ・カルチャースクール                                           | ピエール瀧（電気グルーヴ）、ANI（スチャダラパー） |
| エレキコミックの音楽禁止令!                                                | エレキコミック |
| SPACE SHOWER MUSIC UPDATE                                                  | 小籔千豊、ダースレイダー、マリエ、掟ポルシェ ROY、JxJx、hiroco、渡辺俊美、Katchin'、紗羅マリー |
| S/mile Factory                                                             | スマイレージ、須磨いる夫（声：柴田英嗣（アンタッチャブル）） |
| 爆裂★エレキングダム!!                                                      | エレキコミック、増子直純（怒髪天）、対馬祥太郎（NICO Touches the Walls）、かみじょうちひろ（9mm Parabellum Bullet） ワタルS（SISTER JET）、岡本啓佑（黒猫チェルシー）、オカモトレイジ（OKAMOTO'S、ピエール中野（凛として時雨））                                                    |
| スペチャ! SPACE SHOWER MUSIC CHART SHOW                                    | 徳光正行、臼田あさ美、ぺっちゃん、ちゃー坊 |
| バックステージ・アイドル・ストーリー                                       | BiS |
| 音楽ヒミツ情報機関 MI6                                                     | 千原ジュニア、蔦谷好位置、ニコル |
| スペシャエリア                                                             | JxJx、清水富美加、ハマ・オカモト、ガリガリガリクソン |
| SPACE SHOWER COUNTDOWN                                                     | （ナレーション：三原勇希） |
| THE BAWDIES A GO-GO!!                                                      | THE BAWDIES |
| Welcome!［Alexandros］                                                     | ［Alexandros］ |
| もぎもぎKANA-BOON                                                          | KANA-BOON |
| チュートリアルの徳ダネ福キタル                                             | チュートリアル、ニコル、菅沼ゆり |
| オーラルジョブス                                                           | THE ORAL CIGARETTES |
| SPACE SHOWER TV presents きゃりーぱみゅぱみゅの“なんだこれTV”              | きゃりーぱみゅぱみゅ、何是庵禅問答（声：柴田英嗣） |
| Kawaii JAPAN-da!!                                                          | 舟山久美子、椎名ひかり、前田希美、 柴田紗希、やのあんな、菅沼ゆり |
| INTERNATIONAL FLASH                                                        | 石毛輝、セレイナ・アン |
| Suchmostyle                                                                | Suchmos |

特集として復活（新録）することがある。

## その他の番組
上記に該当しない番組。
- アンコールアワー[11]（木曜日23:00）

スペースシャワーTV開局 30周年を記念し、数々の名物番組をお届けするアンコール番組。初回放送とあるが同内容なのでリピート放送の分類になる。
- M COUNTDOWN BEST LIVE SELECTION

韓国で2004年に放送が開始され、現在は世界13カ国以上で視聴されているアジアNo.1 K-POPチャートショー「M COUNTDOWN」。
スペースシャワーTVでは毎月1回60分のダイジェスト版を放送（全編はM-netで同時生放送をしている）
- ○○特集・スペシャル

季節や時候に合わせた曲・特定のテーマに沿った曲・番組由来のセレクト曲など、5時間（または1時間で分割）一挙で放送される。
大人の青春ベストヒッツ・KOREAN HITSが同じ形態で放送されているがレギュラー番組なのでここには含まれない。
- ○時間特集

年末年始・ゴールデンウイーク・お盆など連休時に一挙放送される。100時間の場合一気に100時間放送されるわけでなく、数日に分けて集中放送される（EPGでは、「（特集名）①」のようになっている）。10時間特集までは1日で放送される
- OTONARI! by TikTok&SPACE SHOWER TV

「OTONARI!」はTikTokとSPACE SHOWER TVによる音楽プログラム。
- MUSIC VIDEO SELECTION（ケーブルテレビ局ではSPACE SHOWER TV MUSIC VIDEO SELECTIONと表記）

スカパー!のプロモーションチャンネルである「スカパー!プロモ100」、「スカパー!プロモ599」や各地方のケーブルテレビ局に配給している番組で、スペースシャワーTVがおすすめする楽曲のミュージック・ビデオ（主に邦楽）を紹介するという内容である。なお「スカパー!プロモ100」、「スカパープロモ!599」は既に放送が終了したが、以降も一部ケーブルテレビでは放送が継続されており、2020年10月現在ではひまわりネットワーク、キャッチネットワーク、キャットチャンネル（スターキャット）などで放送されている。

## ロゴマーク
現行のロゴマークは2代目。初代はサックスや稲妻、シャワーが降り注ぐ様などを表した複雑な図案だったが、2代目はSをあしらったシンプルなものになった。1999年9月ぐらいまでは、すべてロゴの形は変形しても白地だったが、同年10月よりカラー（通常の色、青色）になる。2004年10月までは、右上にロゴが表示されていたが、現在は左上に表示されている。
なお、2011年4月にVMCからチャンネル名変更した「100%ヒッツ!スペースシャワーTV プラス」は、スペースシャワーTVと同型のSをあしらったものだが右上に「+」が入り、スペースシャワーTVの青色に対して赤色が使用されている。
ロゴマークは特定の日や期間に変化する事があり、該当する日や期間は以下の通り。なお、切り替わる時間は日本時間午前0時。ただしMVA生中継のロゴマークは放送時間内のみの使用となる。
- 祝日 - マークが白地に赤※現在は廃止
- 満月の夜 - マークが黄色になる※現在は月見の時
- MVA生中継 - Sマークに王冠を被る
- 成人の日 - Sマークに飾りが付く
- 2月3日 - Sマークに角が生える（節分に因む）
- 2月14日・3月14日 - ハート型になる（バレンタインデー・ホワイトデーに因む なお バレンタインデーの色は茶地に桃色 ホワイトデーの色は白地に茶色）
- 3月3日 - 桃の花の形になる（桃の節句に因む）
- 4月1日 - Sマークが反転する（エイプリルフールに因む）
- 4月22日 - 地球の形になる（アースデイに因む）※現在は廃止
- ゴールデンウィーク - マークが金色になる（ここ最近は、金色にせず、祝日と同じ白地に赤のマークを使用）※現在は廃止
- 父の日 - ひげが追加される
- 6月9日 - ギターのピックの形になる（ロックの日に因む）
- 7月7日 - 黄色い星の形になる（七夕に因む）
- 海の日 - 泡とヤシの木が追加される
- 8月15日 - ナスの牛になる（お盆に因む）
- 体育の日 - 紅白帽子をかぶる
- 10月31日 - カボチャ型になる（ハロウィンに因む）
- 12月1日 - レッドリボンが付く（世界エイズデーに因む、またスペースシャワーTVの開局記念日でもある）

2009年の12月1日は、20周年ロゴだった。※現在は開局記念日のロゴである
- 12月（25日まで）※現在はクリスマスの日のみ - Sマークの周りにリースが付く、色は白（かつては、Sマークがクリスマスツリー、サンタクロースの帽子を被る形があった）※現在はカラーになってベルも追加
- 冬至 - ゆずの形になる
- 正月 - Sマークが赤くなり、下にお飾り2つ付く（かつては、Sマークが鏡餅の形になった、のちにバックの色がオレンジで、鏡餅をバックにしたSマークとなる）※現在は朱色になってる
- FIFAワールドカップ開催時で、日本代表戦の時 - サッカーボール柄
- 過去に、2001年夏に放送した、桑田佳祐の特別番組のときのみ、正月と同じ赤だった（お飾りなし）
- 同じく過去に2019年のVIPがスピッツの時の特別番組のときのみ、Sのロゴがカタカナの「ス」になった

## その他
- 大阪のラジオ局であるFM802とは資本関係はないものの、スペースシャワーネットワークの中井猛元会長とFM802の栗花落光（つゆり ひかる）社長とは、同じ同志社大学出身であり中井が渡辺プロダクション（関西支社）、栗花落がラジオ大阪時代からの盟友関係（[15][16]）にあることもあって緊密な関係を築いている。
  - 大阪で行われる「SWEET LOVE SHOWER」をFM802と共同で主催。2004年の同イベントは「80215 & SPACE SHOWER TV 15th ANNIVERSARY SPECIAL」の冠を付け、両局の開局15周年を祝った。
  - 「MEET THE WORLD BEAT」（SSTVでは生中継を行っている）、「MINAMI WHEEL」をはじめとするFM802主催のイベントに後援するケースが他の音楽専門チャンネルと比べると多い。逆に、「SPACE SHOWER Music Video Awards」（MVA）や「スペースシャワー列伝」など主催イベントにFM802が後援することもある（ただし、MVA07ではクレジットされていない）。
  - ちわきまゆみ、鈴木しょう治、マーキー、ブライアン・バートンルイス、土井コマキ、吉村昌広等、FM802で活躍したDJがVJを務めた。ちなみに、ちわきは2014年3月現在、スペースシャワーネットワークの番組審議委員を務めている[17]。
  - 2001年10月、スペースシャワーネットワークとFM802を含むJAPAN FM LEAGUE（JFL）加盟5局、およびレコード会社により、インターネット配信を行う株式会社ビートリップを立ち上げた（2004年3月会社解散）。
  - 2001年12月、CHEMISTRYのプレミアムライヴをFM802と同時生中継した（CS放送とFM局が公開ライヴを同時生中継するのは史上初[18]）。
- かつては、渋谷WAVEにサテライトスタジオがあり、生中継および番組収録が行われていた。
- 香港STAR（元スターTV）が運営する音楽専門チャンネル・Channel [V]（1994年、MTV ASIAからチャンネル名変更）の番組（「Music Update Tokyo」）をスペースシャワーTVが制作していた[19]。
  - 1998年に開局したアニメ専門チャンネル・アニマックスのブランディングには、この番組に関わっていた映像作家の越智敏郎、およびスペースシャワーTVとChannel [V]のスタッフが携わっている。
- 1990年代中頃にはテレビ神奈川制作の音楽番組「LIVE Y」や「GiRL POP TV」が放送されていたことがある。
- かつては、大阪有線（現：USEN）のUSEN440にて、音声のみの放送を行っていた。
- アナログ放送の頃は音楽専門チャンネルであるために全て高音質のBモードステレオで放送されていたが、一時期独立音声チャンネルを用いてセガサターン向けゲームデータ配信を行っていたため、時間帯によっては音質の劣化するAモードステレオで放送されていた。
- 音楽専門チャンネルとして、唯一公式ホームページに、番組別のBBSがあったが、現在は閉鎖された。小倉優子の特定の曲を執拗にリクエストする書き込みが続いていたが、これが閉鎖の理由につながるかは不明。
- 1993年頃まではチャンネルロゴ表示は常時表示されず、曲名表示の時だけ表示されていた。
- 日曜深夜から月曜の朝にかけて放送を休止している（原則として月曜未明3時-6時だが、不定期で他の曜日にもメンテナンスによる休止日あり）が、日曜付け深夜の最後の番組は月曜未明2時から3時2分、月曜付け早朝の最初の5時58分から7時とテレビ画面には表示されており、それぞれのオープニング、クロージングの2分間の分もその時間の番組に入れている。その際のジャンクション映像はいずれも天使の舞うイメージ映像で、オープニングはウィリアム・テルより序曲をBGMに「おはようございます スペシャも 始まりますよ ピース」の文字がスペシャのロゴに被って教示。クロージングはモーツァルトのレクイエムより第3曲・怒りの日をBGMに宇宙空間でスペシャのロゴと「今週の放送は これでオシマイ おやすみなさい」の文字と公式サイトのアドレスが出て終了となる。
- CSアナログ放送時代のコールサインはJO41-CS-TVである。
- スペースシャワーTV限定でオンエアされるPVはSマークの横に「ONLY SSTV EDITION」と記載される。以下はその対象となるPVの例である。
  - PVディレクターとスペースシャワーTVとのコラボレーションで制作されたPV
  - エイベックス所属アーティストのフルサイズのPV（PVがCD付属のDVDに収録されるアーティストのPVは、テレビ番組で使用される際に意図的にショートサイズにカットされてオンエアされるため）
  - ライブ映像（スペースシャワーTV協賛で開催されたライブに限る）
- 2008年4月より半年間に渡りSPACE SHOWER MUSIC UPDATEの木曜日に限りグレートハントと言うアニメ番組が放送される。このアニメは富山在住の兄弟クリエイターユニットThe BERICH（ビリッチ）が制作した。チャットモンチーがキャラクターとしてゲスト出演している。
- 2020年12月10日をもってスペシャアプリのサービスを終了。